# Zeta Leonis
Zeta Leonis (ζ Leo, ζ Leonis) é uma estrela na constelação de Leo. Tem o nome tradicional Adhafera. Com uma magnitude aparente de 3,443, é facilmente visível a olho nu sendo a sétima estrela mais brilhante da constelação. Com base em medições de paralaxe, está localizada a aproximadamente 274 anos-luz (84 parsecs) da Terra.
Zeta Leonis é uma estrela gigante com uma classificação estelar de F0 III. Desde 1943, seu espectro tem servido com base pela qual outras estrelas são classificadas. Estrelas desse tipo são raras pois estão numa fase muito breve de sua evolução. Apenas há um milhão de anos, Zeta Leonis era uma estrela de classe B da sequência principal, e em um milhão irá tornar-se uma gigante de classe K. Tem cerca de três vezes a massa do Sol e seis vezes o raio solar. Brilha com 85 vezes a luminosidade solar a uma temperatura efetiva de 6 792 K, o que lhe dá a coloração branca-amarela típica de estrelas de classe F.
Zeta Leonis forma uma estrela dupla com 35 Leonis, uma estrela de sexta magnitude a 5 minutos de arco. As estrelas não estão fisicamente ligadas pois 35 Leonis está mais próxima da Terra, a 100 anos-luz de distância.